# Leucauge beata
Leucauge beata är en spindelart som först beskrevs av Pocock 1901.  Leucauge beata ingår i släktet Leucauge och familjen käkspindlar. Inga underarter finns listade i Catalogue of Life.